# Randy Quaid
Randall Rudy Quaid, detto Randy (Houston, 1º ottobre 1950), è un attore statunitense.

## Biografia
Assurto alla fama prima del fratello minore Dennis con il film L'ultimo spettacolo, successivamente la sua carriera ha assunto minor rilevanza di quella del fratello. Randy Quaid ha recitato in oltre 90 film. Dopo essere stato lanciato da Peter Bogdanovich nel 1971 con L'ultimo spettacolo (film di cui ha interpretato nel 1989 anche il sequel, Texasville), ottiene il primo ruolo di rilievo nel 1974 per il film L'ultima corvé (The Last Detail, 1973) di Hal Ashby, dove recita al fianco di Jack Nicholson e per la cui interpretazione ottiene nomination all'Oscar, al Golden Globe e al BAFTA.
Per la televisione ha ricevuto le nomination sia al Golden Globe sia all'Emmy per la sua interpretazione di Tom Parker nella miniserie televisiva Elvis del 2005, mentre ha vinto il Golden Globe nel 1987 interpretando l'ex presidente Lyndon B. Johnson nel film TV LBJ: The Early Years. Il suo ruolo più noto al grande pubblico resta tuttavia quello del cugino Eddie nella serie National Lampoon's Vacation, saga comico-demenziale molto popolare negli Stati Uniti con Chevy Chase protagonista. Quaid ne ha interpretato, tra il 1983 e il 2003, tutti i capitoli (incluso uno spin-off televisivo in cui è protagonista assoluto) eccetto il primo sequel della serie Ma guarda un po' 'sti americani! (European Vacation, 1985).
Numerosi altri sono i suoi ruoli importanti, in cult movies come Missouri, Fuga di mezzanotte, I cavalieri dalle lunghe ombre (dove recita al fianco del fratello Dennis), Il replicante, Kingpin, e in film di grande successo al botteghino come balle spaziali 2 - La vendetta, Giorni di tuono, Independence Day, Non è un'altra stupida commedia americana e L'uomo dei miei sogni. Nella stagione 1985-86 è stato membro fisso del popolare show televisivo Saturday Night Live.
Nel 2005 ha preso parte al film I segreti di Brokeback Mountain, un grande successo di critica e di pubblico (oltre 160 milioni di dollari incassati), successo in seguito al quale lo stesso Quaid ha citato in giudizio i produttori del film accusandoli di avergli presentato il progetto come quello di un film d'arte, low-budget, che non avrebbe avuto la possibilità di ottenere buoni incassi, questo allo scopo di ridurre considerevolmente il denaro spettante all'attore per la sua performance. La denuncia è stata successivamente ritirata in seguito a un accordo economico extragiudiziale con i produttori.
La carriera di Quaid conta anche alcuni importanti lavori teatrali con il commediografo Sam Shepard, True West (dove Quaid divideva il palco con John Malkovich, Gary Sinise, James Belushi, Erik Estrada e il fratello Dennis) e The God of Hell al fianco di Tim Roth.

### Arresti e fuga in Canada
Nel settembre 2009 Quaid e la moglie Evi vengono arrestati per i reati di frode, furto e truffa ai danni di un albergatore. I Quaid, infatti, avevano precedentemente lasciato un hotel di Santa Barbara, California, con un conto non pagato di circa 10.000 dollari. Nonostante avessero successivamente estinto il debito, il 24 settembre 2009 era arrivato l'arresto e lo stesso giorno il rilascio su cauzione; il conseguente processo si chiude nell'aprile 2010 con un'assoluzione per mancanza di prove.
Nel settembre 2010 l'attore e la moglie vengono nuovamente arrestati, per scasso e soggiorno non autorizzato ai danni di una abitazione che in passato era stata di loro proprietà. Viene a loro imputato anche il reato di resistenza a pubblico ufficiale. La cauzione viene fissata a 50.000 dollari cadauno e il 19 settembre i Quaid, versata la somma, vengono rilasciati. La difesa dei Quaid sostiene che la vendita dell'appartamento fosse dovuta a una falsificazione di firma. Il 18 ottobre 2010 viene emesso un mandato di cattura per i Quaid, dichiarati latitanti dopo la mancata comparizione ad una audizione processuale.
Il 22 ottobre i Quaid, dopo essere stati arrestati dalla polizia di frontiera a Vancouver, richiedono al governo canadese lo status di rifugiati, dichiarando che le loro vite negli Stati Uniti sono a rischio facendo riferimento a numerose morti in circostanze misteriose tra gli attori di Hollywood, tra cui David Carradine e Heath Ledger. Viene fissata dalle autorità canadesi una cauzione di 10.000 dollari, ma Randy ed Evi Quaid sono impossibilitati a pagarla, per cui restano in custodia della Canada Border Services Agency fino a successivi accertamenti. Il 27 ottobre 2010 vengono rilasciati dopo che ad Evi Quaid viene riconosciuta la cittadinanza canadese.
Il 15 luglio 2011 il dipartimento di giustizia degli Stati Uniti ha bocciato una richiesta di estradizione da parte del distretto di Santa Barbara. Nel 2011 Quaid è il protagonista del documentario Star Whackers, diretto dalla moglie Evi, dove vengono raccontati oltre dieci anni di presunti tentativi di uccidere lui e la moglie da parte di non meglio identificati potentati hollywoodiani allo scopo di ottenerne le royalties. Sempre nel 2011 Quaid ha fondato una band musicale, Randy Quaid & The Fugitives, il cui primo singolo, pubblicato nel marzo 2011, ha anch'esso per titolo Star Whackers.

## Filmografia parziale

### Attore

#### Cinema
- L'ultimo spettacolo (The Last Picture Show), regia di Peter Bogdanovich (1971)
- L'ultima corvé (The Last Detail), regia di Hal Ashby (1973)
- Paper Moon - Luna di carta (Paper Moon), regia di Peter Bogdanovich (1973)
- Soldi ad ogni costo (The Apprenticeship of Duddy Kravitz), regia di Ted Kotcheff (1974)
- 10 secondi per fuggire (Breakout), regia di Tom Gries (1975)
- Questa terra è la mia terra (Bound for Glory), regia di Hal Ashby (1976)
- Missouri (The Missouri Breaks), regia di Arthur Penn (1976)
- I ragazzi del coro (The Choirboys), regia di Robert Aldrich (1977)
- Fuga di mezzanotte (Midnight Express), regia di Alan Parker (1978)
- I cavalieri dalle lunghe ombre (The Long Riders), regia di Walter Hill (1980)
- National Lampoon's Vacation (Vacation), regia di Harold Ramis (1983)
- The Wild Life, regia di Art Linson (1984)
- La moglie del campione (The Slugger's Wife), regia di Hal Ashby (1985)
- Follia d'amore (Fool for Love), regia di Robert Altman (1985)
- Il replicante (The Wraith), regia di Mike Marvin (1986)
- La fine del gioco (No Man's Land), regia di Peter Werner (1987)
- Due palle in buca (Caddyshack II), regia di Allan Arkush (1988)
- Il macellaio (Out Cold), regia di Malcolm Mowbray (1989)
- I maledetti di Broadway (Bloodhounds of Broadway), regia di Howard Brookner (1989)
- National Lampoon's Christmas Vacation - Un Natale esplosivo! (National Lampoon's Christmas Vacation), regia di Jeremiah S. Chechik (1989)
- Balle spaziali 2 - La vendetta (Martians Go Home), regia di David Odell (1989)
- Scappiamo col malloppo (Quick Change), regia di Howard Franklin e Bill Murray (1990)
- Giorni di tuono (Days of Thunder), regia di Tony Scott (1990)
- Texasville, regia di Peter Bogdanovich (1990)
- Freaked - Sgorbi (Freaked), regia di Tom Stern e Alex Winter (1993)
- Cronisti d'assalto (The Paper), regia di Ron Howard (1994)
- Major League - La rivincita (Major League II), regia di David S. Ward (1994) – non accreditato
- Curse of the Starving Class, regia di J. Michael McClary (1994)
- Mariti imperfetti  (Bye Bye Love), regia di Sam Weisman (1995)
- Difesa ad oltranza - Last Dance (Last Dance), regia di Bruce Beresford (1996)
- Kingpin, regia di Bobby Farrelly e Peter Farrelly (1996)
- Independence Day, regia di Roland Emmerich (1996)
- Las Vegas - In vacanza al casinò (Vegas Vacation), regia di Stephen Kessler (1997)
- Bug Buster, regia di Lorenzo Doumani (1998)
- Pioggia infernale (Hard Rain), regia di Mikael Salomon (1998)
- P.U.N.K.S., regia di Sean McNamara (1999)
- Le avventure di Rocky e Bullwinkle (The Adventures of Rocky & Bullwinkle), regia di Des McAnuff (2000)
- Non è un'altra stupida commedia americana (Not Another Teen Movie), regia di Joel Gallen (2001)
- Frank McKlusky, C.I., regia di Arlene Sanford (2002)
- Pluto Nash (The Adventures of Pluto Nash), regia di Ron Underwood (2002)
- L'uomo dei miei sogni (Carolina), regia di Marleen Gorris (2003)
- Black Cadillac, regia di John Murlowski (2003)
- I segreti di Brokeback Mountain (Brokeback Mountain), regia di Ang Lee (2005)
- The Ice Harvest, regia di Harold Ramis (2005)
- L'ultimo inquisitore (Goya's Ghosts), regia di Miloš Forman (2006)
- L'isola del tesoro e i pirati dei 7 mari (Treasure Island Kids: The Battle of Treasure Island), regia di Gavin Scott (2006)
- Real Time, regia di Randall Cole (2008)
- Balls Out: Gary the Tennis Coach, regia di Danny Leiner (2009)
- Weight, regia di Rob Margolies (2018)

#### Televisione
- La banda Dalton (The Last Ride of the Dalton Gang) – film TV (1979)
- Lyndon B. Johnson - I primi anni (LBJ: The Early Years), regia di Peter Werner – film TV (1987)
- Frankenstein: The Real Story, regia di David Wickes – film TV (1992)
- Senza movente (Murder in the Heartland), regia di Robert Markowitz – miniserie TV (1993)
- Insieme verso la notte (Roomates), regia di Alan Metzger – film TV (1994)
- Nemici per la pelle o Vicini troppo vicini (Next Door),[9] regia di Tony Bill – film TV (1994)
- Moonshine Highway, regia di Andy Armstrong – film TV (1996)
- Senza scelta (Woman Undone), regia di Evelyn Purcell – film TV (1996)
- Visioni di morte (Last Rites), regia di Kevin Dowling – film TV (1999)
- Magiche leggende (The Magical Legend of the Leprechauns), regia di John Henderson – miniserie TV (1999)
- Mail to the Chief, regia di Eric Champnella – film TV (2000)
- Il giorno in cui il mondo finì (The Day the World Ended), regia di Terence Gross – film TV (2001)
- National Lampoon's - Vacanze di Natale  (Christmas Vacation 2: Cousin Eddie's Island Adventure), regia di Nick Marck – film TV (2003)
- Kart Racer, regia di Stuart Gillard – film TV (2003)
- Profezia di un delitto (5ive Days to Midnight), regia di Michael W. Watkins – miniserie TV (2004)
- Catastrofe a catena (Category 6: Day of Destruction), regia di Dick Lowry – film TV (2004)
- Elvis, regia di James Steven Sadwith – miniserie TV (2005)
- S.O.S. - La natura si scatena (Category 7: The End of the World), regia di Dick Lowry – miniserie TV (2005)
- Blade - La serie (Blade: The Series) – serie TV, episodio 1x01 (2006) – non accreditato

### Doppiatore
- Mucche alla riscossa (Home on the Range), regia di Will Finn e John Sanford (2004)

## Riconoscimenti
Premi Oscar 1974 – Candidatura all'Oscar al miglior attore non protagonista per L'ultima corvé

## Doppiatori italiani
Nelle versioni in italiano delle opere in cui ha recitato, Randy Quaid è stato doppiato da:
- Alessandro Rossi in La moglie del campione, I maledetti di Broadway, Scappiamo col malloppo, Giorni di tuono, Cronisti d'assalto, Pioggia infernale, Il giorno in cui il mondo finì, The Ice Harvest
- Fabrizio Temperini in Senza scelta, Visioni di morte, Magiche leggende, Blade - La serie
- Paolo Lombardi in L'ultimo spettacolo, Texasville, L'ultimo inquisitore
- Paolo Buglioni in Balle spaziali 2 - La vendetta, Moonshine Highway (ridoppiaggio), Frank McKlusky, C.I.
- Massimo Corvo in Insieme verso la notte, Profezia di un delitto, Catastrofe a catena
- Roberto Del Giudice in L'ultima corvé, Soldi ad ogni costo
- Renato Cortesi ne I ragazzi del coro, Follia d'amore
- Roberto Pedicini in Major League - La rivincita, S.O.S. - La natura si scatena
- Giancarlo Maestri in Fuga di mezzanotte
- Leo Gullotta ne I cavalieri dalle lunghe ombre
- Franco Agostini in National Lampoon's Vacation
- Pietro Biondi ne Il replicante
- Luciano De Ambrosis in La fine del gioco
- Emilio Cappuccio in Lyndon B. Johnson - I primi anni
- Marco Mete in Due palle in buca
- Giorgio Lopez in National Lampoon's Christmas Vacation - Un Natale esplosivo!
- Dario Penne in Freaked - Sgorbi
- Orlando Mezzabotta in Senza movente
- Michele Gammino in Nemici per la pelle
- Massimo Venturiello in Mariti imperfetti
- Claudio Capone in Difesa ad oltranza - Last Dance
- Gianni Williams in Kingpin
- Massimo Lodolo in Independence Day
- Angelo Nicotra in Moonshine Highway
- Raffaele Fallica in Las Vegas - Una vacanza al casinò
- Mino Caprio in P.U.N.K.S.
- Massimo Rinaldi in Le avventure di Rocky e Bullwinkle
- Claudio Fattoretto in Non è un'altra stupida commedia americana
- Luca Biagini in Pluto Nash
- Nino Prester in L'uomo dei miei sogni
- Pasquale Anselmo ne I segreti di Brokeback Mountain
- Oliviero Corbetta in Black Cadillac
- Oliviero Dinelli in Pranzo misterioso
- Renato Cecchetto in Elvis
- Vittorio Amandola in L'isola del tesoro e i pirati dei 7 mari
- Ambrogio Colombo in Mail to the Chief
- Simone Mori in L'ultimo spettacolo (ridoppiaggio)

Da doppiatore è sostituito da:
- Saverio Indrio in Mucche alla riscossa